# Metandienona
Metandienona, conhecida também pelo nome metandrostenolona, vendida sob o nome comercial Dianabol e alguns outros, é um esteroide anabolizante e androgênico (EAA) sintético e oralmente ativo. É um derivado 17alfa-alquelado da testosterona que foi usada na medicina, mas que não é mais utilizado. Também é utilizada de forma não-medicinal para aprimorar o desempenho físico de fisiculturistas.
A metandrostenolona foi originalmente desenvolvida em 1955 pela CIBA e comercializada na Alemanha e nos Estados Unidos. Como o produto da CIBA sob o nome comercial Dianabol, a metandienona rapidamente se tornou o primeiro EAA amplamente utilizado entre os atletas profissionais e amadores e continua sendo o EAA mais comum para uso não-medicinal.
Atualmente, é uma substância controlada nos EUA, U.K. e outros países. Continua a ser popular entre os fisiculturistas. A metandienona está prontamente disponível sem receita médica em certos países, como o México (sob a marca Reforvit-B), e também é fabricada em alguns países asiáticos.

## Uso médico
A metandienona foi aprovada e formalmente utilizada pela medicina para o tratamento de hipogonadismo, mas sua comercialização foi descontinuada em vários países, incluindo os Estados Unidos.

## Uso não-medicinal
Metandienona é usada para fins de desenvolvimento físico e de desempenho por atletas competitivos, bodybuilders e powerlifters. É dito ser o EAA mais amplamente utilizado para tais fins, tanto hoje como historicamente.

### Fisiculturismo
A metandienona é usada por fisiculturistas e continua a ser usada de forma ilícita até hoje, geralmente combinada com compostos injetáveis, como propionato de testosterona, enantato de testosterona ou cipionato de testosterona, bem como outras drogas injetáveis, como o acetato de trembolona.[carece de fontes?]
Vários atletas bem-sucedidos e culturistas profissionais admitiram o uso de metandienona a longo prazo antes que o medicamento fosse banido, incluindo Arnold Schwarzenegger. Outros esteroides combinados com a metandienona são principalmente, se não sempre, compostos injetáveis, como testosterona, trembolona e nandrolona.[carece de fontes?]Grandes doses e uso prolongado de metandienona têm sido associadas a hipertrofia ventricular esquerda excêntrica que apresenta riscos substancialmente aumentados de cardiomiopatia se e quando a hipertrofia se atrofia.[carece de fontes?]O atletismo geralmente está associado à hipertrofia do ventrículo esquerdo; no entanto, o atletismo natural geralmente apresenta crescimento concêntrico ventricular esquerdo que não está associado a um risco aumentado de cardiomiopatia.[carece de fontes?]

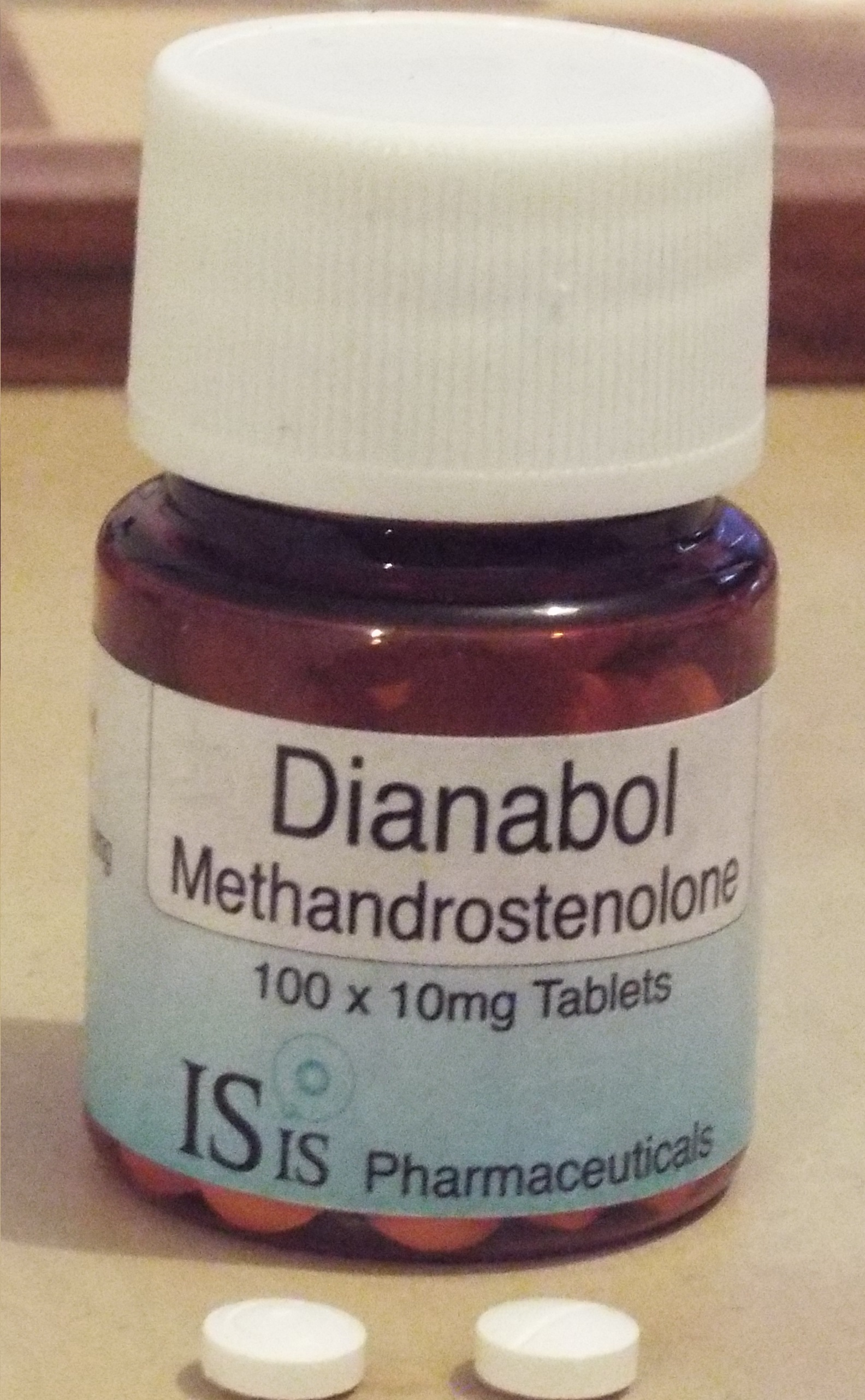
Frasco de Dianabol

## Efeitos colaterais
Efeitos secundários androgênicos, como pele oleosa, acne, seborreia, aumento do crescimento do cabelo facial/corporal, perda de cabelo no couro cabeludo e virilização podem ocorrer. Também podem ocorrer efeitos colaterais estrogênicos, como ginecomastia e retenção de líquidos. Tal como acontece com outros esteroides 17α-alquilados, a metandienona representa um risco de hepatotoxicidade e o uso durante longos períodos de tempo pode resultar em danos no fígado sem precauções adequadas.

## Farmacologia

### Farmacodinâmica
A metandienona liga e ativa o receptor de andrógenos (RA) para exercer seus efeitos. Estes incluem aumentos dramáticos na síntese de proteínas, glicogenólise e força muscular durante um curto espaço de tempo.[carece de fontes?]Enquanto a metandienona pode ser metabolizada pela 5a-redutase em metil-1-testosterona (17a-metil-δ1-DHT) um EAA mais potente, o fármaco possui uma afinidade extremamente baixa para esta enzima e a metil-1-testosterona é produzida apenas em vestígios. Como tal, os inibidores de 5α-redutase como a finasterida e a dutasterida não reduzem os efeitos androgênicos da metandienona. No entanto, embora a proporção da atividade anabólica e androgênica da metandienona seja melhorada em relação à da testosterona, a droga ainda possui atividade androgênica moderada e é capaz de produzir virilização severa em mulheres e crianças. Como tal, a droga só é comumente usada pelos homens.
A metandienona é um substrato para a aromatase. Embora a taxa de aromatização seja reduzida em relação à da testosterona ou metiltestosterona, o estrogênio produzido é resistente ao metabolismo e, portanto, a metandienona mantém atividade estrogênica moderada. Como tal, pode causar efeitos colaterais, como ginecomastia e retenção de líquidos. A co-administração de um anti-estrogênio — um inibidor da aromatase — como o anastrozol, ou um modulador seletivo do receptor de estrogênio, como o tamoxifeno, pode reduzir ou prevenir tais efeitos colaterais estrogênicos. A metandienona não possui atividade progestogênica.
Tal como acontece com outros EAA 17a-alquilados, a metandienona é hepatotóxica.

### Farmacocinética
Metandienona tem alta biodisponibilidade em forma oral. A semi-vida de eliminação da metandienona é de cerca de 3 a 5 horas.

## Química
A metandienona, também conhecida estruturalmente como 17a-metil-ô1-testosterona ou como 17α-metilandrost-1,4-dien-17p-ol-3-ona, é um esteroide de androstano 17a-alquilado e um derivado de testosterona. É uma modificação da testosterona com um grupo metilo na posição C17a e uma ligação dupla adicional entre as posições C1 e C2. O fármaco é também o derivado 17α-metilado da boldenona (δ1-testosterona) e o análogo δ1 da metiltestosterona (17α-metiltestosterona).

### Detecção em fluídos corporais
A metandienona está sujeita à uma extensa bio-transformação hepática por uma variedade de caminhos enzimáticos. Os metabolitos urinários primários são detectáveis por até 3 dias e um metabolito de hidroximetilo recentemente descoberto é encontrado na urina por até 19 dias após uma única dose oral de 5 mg. Vários dos metabolitos são únicos para a metandienona. Métodos de detecção em espécimes de urina geralmente envolvem cromatografia gasosa - espectrometria de massa.

## História
Metandienona foi descrita pela primeira vez em 1955. Foi sintetizado por pesquisadores dos laboratórios da CIBA em Basileia, na Suíça. CIBA arquivou uma patente dos EUA em 1957 e começou a comercializar a droga como Dianabol em 1958 nos EUA.
Começando logo depois em 1959, a CIBA colaborou com John Bosley Ziegler (um médico especializado em reabilitação física e pioneiro no aprimoramento do desempenho farmacêutico) para testar os efeitos de Dianabol em pescadores profissionais. Ziegler teve uma relação estreita com Bob Hoffman, dono da York Barbell Company e treinador da equipe olímpica de halterofilismo dos EUA.
Os primeiros experimentos foram decepcionantes. Por exemplo, o vencedor do Sr. América, Jim Park, informou que "seu único efeito foi dar-lhe uma ereção instantânea ao ver qualquer mulher". No entanto, Ziegler acreditava que Dianabol tinha um potencial significativo como um anabolizante. Durante o início das Olimpíadas de 1960, ele propôs a Hoffman que fosse administrado aos principais membros da equipe olímpica americana. Hoffman, no entanto, foi cauteloso e depois observou que talvez a vida da droga não fosse efetiva/não desse efeito significativo, tendo em vista que a competição estava próxima. Segundo Grimek, "aparentemente, ele não pensa que fará muito bem, e pode até ter efeitos prejudiciais, ... ele parece duvidoso".
Em vez disso, Dianabol foi dado a vários halterofilistas de nível inferior para investigar sua eficácia e segurança. As primeiras "cobaias" foram John Grimek, Bill March, Charles Vinci e Louis Riecke, bem como Ziegler e Hoffman. Hoffman comentou mais tarde sobre os efeitos surpreendentes da nova droga. Riecke ganhou massa muscular e força rapidamente e relatou um "constante sentimento de euforia e energia". Seus resultados atraíram um enorme interesse entre os outros halterofilistas de elite, e rumores espalharam que Ziegler fez um grande avanço na pesquisa dele. Ele tentou desviar sua curiosidade com dicas de novas técnicas isométricas e hipnóticas.
Ao longo dos próximos 2 anos, o trabalho de Ziegler com Riecke explorou os efeitos físicos e psicológicos da nova droga. O desempenho e o humor de Riecke melhoraram consistentemente ao tomar Dianabol, e declinaram drasticamente quando ele não tomou. John Fair também sugere que Riecke foi um dos primeiros casos de dependência de esteroides.
A partir de 1962, tornou-se cada vez mais difícil para Ziegler e outros manter seus resultados secretos, e a palavra dos efeitos espetaculares do desempenho de Dianabol se espalhou gradualmente entre os concorrentes em outros esportes, onde força ou massa eram fatores críticos no sucesso de um atleta. Jogadores e treinadores de futebol americano estavam particularmente interessados no novo "anabolizante". Os primeiros usuários incluíram jogadores da Universidade de Oklahoma e o treinador de San Diego Chargers, Sid Gillman, que administrou Dianabol em sua equipe a partir de 1963.
Em 1965, a FDA pressionou a CIBA para documentar ainda mais os seus usos médicos legítimos e re-aprovou o medicamento para tratar a osteoporose pós-menopausa e o nanismo deficiente na pituitária. Após a nova pressão da FDA, a CIBA retirou Dianabol do mercado americano em 1983. A produção genérica encerrou-se dois anos depois, quando o FDA revogou a aprovação da metandienona em 1985. O uso não médico foi proibido nos EUA sob o Ato de controle de esteroides anabolizantes de 1990. Enquanto a metandienona é controlada e não está mais disponível nos Estados Unidos, continua a ser produzida e usada medicamente em alguns outros países.

## Sociedade e cultura

### Nomes comerciais
Metandienone foi introduzida no mercado e comercializada sob o nome Dianabol. Já foi vendido com outros nomes, incluindo Anabol, Averbol, Chinlipan, Danabol, Dronabol, Metanabol, Methandon, Naposim, Reforvit-B, Vetanabol e alguns outros.

### Status legal

#### Brasil
O uso e porte de esteroides anabolizantes no Brasil sem receita médica é crime.

#### Portugal
Em Portugal, não existe nenhum trecho no código penal que fale, especificamente, sobre substâncias pró-hormonais/EAA em geral. De qualquer forma, a polícia judiciária do país já perseguiu quadrilhas e traficantes de EAA.